# Monumento ecuestre El Gaucho Resero
El monumento ecuestre "El Gaucho Resero", también conocido sencillamente como "El Resero", es un ícono del barrio de Mataderos, Buenos Aires, Argentina.
La obra fue encargada en 1929 por la  Municipalidad de dicha ciudad al escultor Emilio Jacinto Sarniguet para ser colocada en la entrada del llamado "Mercado de Liniers". Terminada en 1932, obtuvo ese año el primer premio en el Salón Nacional.
En 1934 se la emplazó en el sitio donde aún se encuentra: la plazoleta ubicada en avenida Lisandro de la Torre al 2300, frente a la Avenida de los Corrales y delante de lo que era la entrada al mencionado mercado.
Las emisiones de 1962 a 1968 de las monedas nacionales argentinas de 10 pesos llevaban grabada en una de sus caras una imagen de esta obra.

## Historia

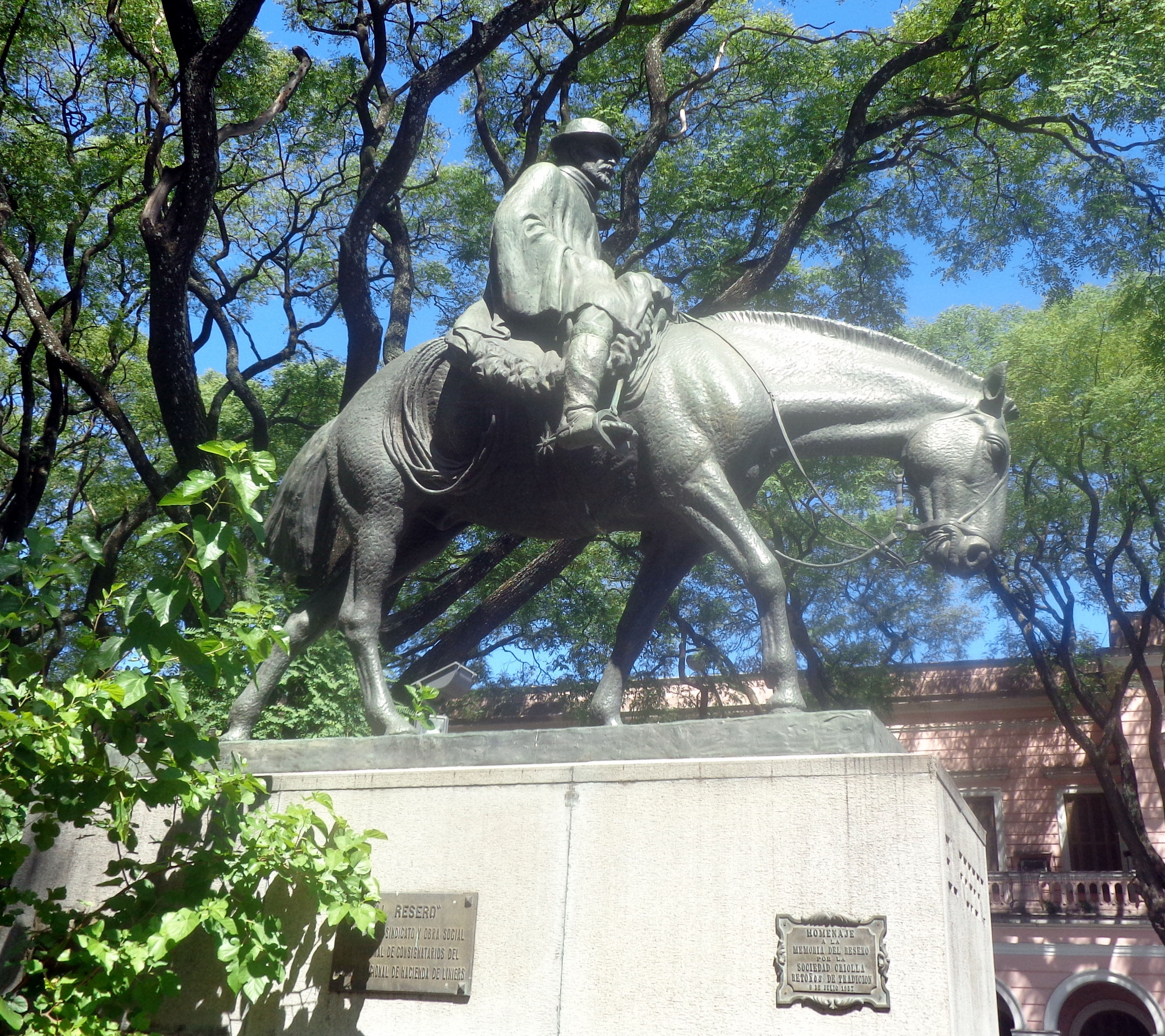
Perfil norte.

En 1929 el intendente de Buenos Aires José Luis Cantilo le encargó al escultor Emilio Jacinto Sarniguet una estatua ecuestre de un gaucho resero para ser colocada en el Mercado de Liniers, que estaba situado en el actual barrio de Mataderos. Sarniguet (1888/1943) era un escultor argentino especializado en figuras de animales que antes de 1929 ya había obtenido un segundo premio nacional por la escultura Relinchando. Sabía esculpir, dibujar, pintar y tallar sus imágenes. Formado en la Sociedad Estímulo de Bellas Artes, su padre había sido cronometrista en el Hipódromo de Palermo y por eso desde pequeño Emilio se había sentido motivado a dibujarlos. Esta pasión llevó a que, en 1907, el Jockey Club lo becara para que se perfeccionara en Europa.
Para informarse e inspirarse sobre el tema del resero, Sarniguet visitó el haras de la familia Solanet, criadores de caballos criollos, en la estancia El Cardal, en Ayacucho, provincia de Buenos Aires. El artista encontró allí al modelo humano, un viejo resero, el "Cuñao" Cabañas, nacido en esos pagos, quien a su vez montaba un caballo criollo, moro de pelaje y pasuco o amblador (equinos que al andar mueven mano y pata del mismo flanco). Según parece el animal se llamaba "Huemul" y fue de él que Sarniguet tomó los rasgos esenciales para la cabalgadura del caballo.
De regreso a la ciudad de Buenos Aires armó un esqueleto en madera, un patrón de yeso y preparó los moldes para volcarles el bronce (se hizo en los talleres Radaelli y Gemelli, de Juncal y Uriburu, barrio de Recoleta, con la técnica italiana del bronce hueco).
Sarniguet concluyó su obra con otro homenaje: sobre el anca izquierda del animal (“del lado de montar”, como se decía en el campo) grabó el escudo símbolo de la familia Güiraldes, como un reconocimiento a Manuel Güiraldes (hacendado y funcionario público argentino, padre de Ricardo, autor del libro Don Segundo Sombra).
El 21 de septiembre de 1932 se presentó El Gaucho Resero en el XXII Salón Nacional, que se llevó a cabo en el Palais de Glace. El costo de la obra fue de 20.000 pesos. Por la imposibilidad de ingresar la obra debido a su tamaño, la expusieron sobre la entrada de la calle Posadas. Obtuvo el primer premio. Después de casi un año y medio fue trasladada a Mataderos, al frente del Mercado de Liniers, en avenida Lisandro de la Torre al 2300, retirándose previamente del sitio el monumento a la piedra Fundamental del Mercado. Llegó poco antes del 25 de mayo de 1934, fecha en la que se realizó una magnífica fiesta patria, y se inauguró al día siguiente, 26 de mayo, con grandes festejos en los que Sarniguet estuvo presente. Para que el monumento fuese trasladado desde el Palais de Glace fue clave la gestión ante el Intendente Mariano de Vedia y Mitre del concejal y vecino Fernando Ghío, un italiano que en 1898 (cuando tenía 13 años) se había instalado en la zona con sus padres, impulsor de la cultura y la educación y que fue dueño de una bar frente al lugar donde está El Resero. También fue primordial en la promoción y traslado  Edmundo Kelly, que era el director del Mercado de Liniers.
En 1948 se le colocó un pedestal para preservarlo mejor y darle mayor realce, quedando así a una altura de un metro ochenta del piso, y en 1995 se lo enrejó.
Hacia 1962 se hizo muy conocido cuando apareció en el grabado de una de las caras de las monedas de 10 pesos. La acuñación generó un debate: el caballo tenía sus patas derechas hacia adelante y sus dos zurdas hacia atrás. Los críticos apuntaban que bastaba ver el movimiento de cualquier caballo para entender que es cruzado. Pero se equivocaban: el escultor tuvo en cuenta que los reseros acostumbraban usar los pasucos, que mueven la mano y la pata del mismo lado para que su andar sea más reposado y eso le permite al jinete viajar descansado y hasta dormir mientras marcha.

## Descripción
Se trata de un tributo al arreador de reses y a su compañero, el caballo criollo. Muestra al caballo andando en marcha lenta y regular, con las riendas flojas y la cabeza del caballo gacha. La estatua tiene características precisas y respeta tanto la vestimenta del jinete como el emprendado del caballo. Puede apreciarse claramente en ella el apero criollo bonaerense. Las prendas del animal aparecen sencillas, casi rudimentarias pero muy prolijas y típicamente porteñas.
José León Pagano, famoso crítico de arte argentino, dijo con respecto a esta obra:

...Con Gaucho Resero, alcamzó Emilio J. Sarniguet su obra máxima. Aún después de su consecución, aludía Sarniguet a ello con temeroso encogimiento, duda en verdad honrosa, reveladora de autocrítica poco habitual en nuestro medio (...) He aquí lo importante: la obra está realizada con innegable sentido unitario. El caballo tiene vigor plástico en su objetividad representativa, normas no siempre adoptadas en los grupos ecuestres nacionales. El pingo de este resero reúne, por el contrario, las características del caballo criollo captadas por Sarniguet con evidente justeza. Si por un lado ello reduce la monumentalidad del grupo ecuestre, por el otro atiende a su carácter representativo. Esto importaba. Dígase lo propio del jinete. No cabe confundirlo con el poblador de regiones indeterminadas. Con el resero vemos su ambiente, el de nuestras llanuras cuya vasta quietud pone tenso el espíritu en el mirar distante del gaucho...